# Khởi nghĩa Tôn Ân
Khởi nghĩa Tôn Ân (chữ Hán: 孙恩起义, Hán Việt: Tôn Ân khởi nghĩa) là cuộc nổi dậy của nhân dân Chiết Đông dưới sự lãnh đạo của đạo sĩ Thiên Sư đạo là Tôn Ân, chống lại chính quyền Đông Tấn trong lịch sử Trung Quốc. Cuộc khởi nghĩa diễn ra từ tháng 10 năm Long An thứ 3 (399) đến tháng 3 năm Nguyên Hưng đầu tiên (402).

## Bối cảnh
Cuối đời Đông Tấn, sĩ tộc hào môn dựa vào những đặc quyền đặc lợi, trở nên tham lam, thối nát trong sinh hoạt, không ngừng tăng cường áp bức và bóc lột nhân dân. Sau trận Phì Thủy, nguy cơ ngoại xâm được tiêu trừ, hài lòng với cục diện tạm an trước mắt, Tấn Hiếu Vũ đế để mặc cho cha con Hội Kê vương Tư Mã Đạo Tử chuyên quyền, dẫn đến triều đình chia bè kết đảng, chính trị hủ bại, không ngừng diễn ra các cuộc đấu tranh đẫm máu.
Khu vực Chiết Đông phải chịu đựng thuế khóa hà khắc, lao dịch nặng nề, giáo chủ Thiên Sư đạo là Tôn Thái lợi dụng việc truyền đạo để tụ tập dân chúng, muốn mượn cớ thảo phạt Vương Cung để khởi binh, thì bị Tư Mã Đạo Tử dụ đến giết đi. Cháu của Thái là Tôn Ân trốn ra hải đảo Ông Châu , tụ tập được vài trăm người, chờ cơ hội báo thù.
Cả nhà Tôn Ân đã mấy đời tín ngưỡng Thiên Sư đạo. Đạo này ban đầu gọi là Ngũ Đấu Mễ đạo, do Trương Lăng sáng lập vào thời Hán Thuận đế, ai muốn theo đạo phải nộp 5 đấu gạo. Cuối đời Đông Tấn, nhân dân 1 dải Chiết Đông bị áp bức và bóc lột đến nỗi nghèo khốn không chịu được, người theo đạo ngày càng nhiều.

## Diễn biến
Tháng 10 năm Long An thứ 3 (399), triều đình Đông Tấn dưới sự chuyên quyền của cha con Hội Kê vương Đạo Tử và Nguyên Hiển, tăng cường bắt "nhạc thuộc" phải sung binh dịch. Trước đó, triều đình lệnh cho các quận Chiết Đông bãi miễn nô tì, đổi họ làm điền khách rồi tiến hành bắt lính, đặt hiệu là "nhạc thuộc". Tôn Ân thừa cơ lòng dân Chiết Đông xao động, lên bờ đánh chiếm Phiên Ngu , tập kích Hội Kê . Tháng 11, nghĩa quân bắt giết Hội Kê nội sử Vương Ngưng Chi (con thứ của Vương Hi Chi), Tôn Ân tự xưng Chinh đông tướng quân, đặt ra quan chức, gọi quân đội của mình là "Trường Sinh nhân", dâng biểu xin giết cha con Đạo Tử.
Nghĩa quân đánh mạnh vào giới sĩ tộc, bất kể xuất thân nam bắc của họ. Ngô Hưng thái thú Tạ Mạc, Vĩnh Gia thái thú Tư Mã Dật, Gia Hưng công Cố Dật, Nam Khang công Tạ Minh Huệ, Hoàng môn thị lang Tạ Xung, Trương Côn, Trung thư lang Khổng Đạo, Thái tử tẩy mã Khổng Phúc, Ô Trình hầu Hạ Hầu Âm,… bị sát hại, điền khách và nô tì của họ lũ lượt đi theo nghĩa quân. Nhất thời nhân dân 8 quận Hội Kê, Ngô Quận, Ngô Hưng, Nghĩa Hưng, Lâm Hải, Vĩnh Gia, Đông Dương, Tân An nối nhau hưởng ứng, trong vòng 1 tuần, nghĩa quân phát triển lên đến vài chục vạn người.
Nhà Tấn phái Vệ tướng quân Tạ Diễm, Phụ quốc tướng quân Lưu Lao Chi soái lĩnh Bắc Phủ binh đi đánh dẹp. Tháng 12, Tạ Diễm hạ được Nghĩa Hưng, giết chết đầu lĩnh nghĩa quân Hứa Doãn Chi, tiến binh đến Ngô Hưng, đóng quân ở Ô Trình . Tạ Diễm hội họp với Lưu Lao Chi, cùng tiến về sông Tiền Đường. Tôn Ân thấy quân Tấn vượt sông Tiền Đường, bèn đưa 20 vạn nam nữ chạy ra hải đảo.
Tháng 5 năm Long An thứ 4 (400), Tôn Ân từ Tiếp khẩu , đánh chiếm Dư Diêu , Thượng Ngu, tiến đánh Hình Phổ . Tạ Diễm phái tham quân Lưu Tuyên Chi chống cự, Tôn Ân lui quân. Mấy ngày sau, Tôn Ân đặt phục binh ở Hình Phổ, giết chết Tạ Diễm và hai con trai. Triều đình nhà Tấn chấn động, sai Quan quân tướng quân Hoàn Bất Tài, Phụ quốc tướng quân Tôn Vô Chung, Ninh sóc tướng quân Cao Nhã Chi lĩnh binh trấn áp. Nghĩa quân chuyển sang đánh Lâm Hải, Hội Kê. Tháng 11, Cao Nhã Chi đại bại ở Dư Diêu, chạy về Sơn Âm. Triều đình mệnh cho Lưu Lao Chi làm đô đốc 5 quận Chiết Đông, đánh trả nghĩa quân. Tôn Ân vì tránh mũi nhọn của ông ta, lại một lần nữa chạy ra biển. Triều đình sai Lưu Lao Chi đóng quân ở Hội Kê, Ngô Quốc nội sử Viên Sơn Tùng dựng lũy Hỗ Độc , men biển đề phòng Tôn Ân nghiêm ngặt, khiến cho việc cấp dưỡng của nghĩa quân gặp khó khăn, người chết đến một nửa.
Tháng 2 năm Long An thứ 5 (401), Tôn Ân đưa thủy quân quay lại tập kích Cú Chương  không thành công, Lưu Lao Chi đến đánh, Tôn Ân lại quay về hải đảo.
Tháng 3, Tôn Ân tiến đến Hải Diêm, bị bộ tướng của Lưu Lao Chi là Lưu Dụ đánh bại. Tháng 5, nghĩa quân chuyển đánh chiếm lũy Hỗ Độc, giết chết Viên Sơn Tùng, thừa thắng men theo Trường Giang tây tiến. Tháng 6, nghĩa quân đến Kinh Khẩu , áp sát Kiến Khang . Nhà Tấn vội điều động quan quân ở các quận Giang Bắc và Bắc phủ binh ở Chiết Đông quay về bảo vệ kinh sư. Nghe tin Tiếu vương Tư Mã Thượng Chi đã trở về, còn Lưu Lao Chi đã đến Tân Châu (cù lao Tân) , Tôn Ân e sợ nên tạm bỏ kế hoạch đánh chiếm Kiến Khang, một mặt phái binh tập kích trọng trấn Quảng Lăng  của Giang Bắc, một mặt tự mình soái quân chủ lực theo đường biển lên phía bắc, đánh chiếm Úc Châu (cù lao Úc) , bắt sống Cao Nhã Chi. Tháng 8, Lưu Dụ và Lưu Kính Tuyên đưa quân đến đánh Úc Châu, Tôn Ân đại bại, tổn thất nặng nề. Lưu Dụ lần lượt đuổi đến Hỗ Độc, Hải Diêm, Tôn Ân bị bức phải men theo duyên hải phía nam lui quân, lần thứ 4 trở ra hải đảo.
Tháng 3 năm Nguyên Hưng đầu tiên (402), nghĩa quân tiến đánh Lâm Hải, bị thái thú Tân Bỉnh  đánh cho đại bại, Tôn Ân mất hết lòng tin, nhảy xuống biển tự sát, người nhà và bộ hạ nhảy theo đến vài trăm người. Mấy ngàn nghĩa quân còn lại đề cử em rể của ông là Lư Tuần lên làm thủ lĩnh, tiếp tục đấu tranh.

## Ảnh hưởng và đánh giá
Tôn Ân lãnh đạo nhân dân Chiết Đông nổi dậy đánh phá khắp các vùng duyên hải đông nam, đả kích nặng nề tập đoàn thống trị Đông Tấn đã thối nát, đẩy họ tiến những bước dài đến bờ vực diệt vong. Sau cái chết của Tạ Diễm, Bắc phủ binh dần dần rơi vào tay những người xuất thân bình dân áo vải (Lưu Lao Chi, Lưu Dụ), triều đình Đông Tấn chỉ còn tồn tại trên danh nghĩa, giai cấp sĩ tộc không còn giữ được quân quyền và chính quyền một cách toàn vẹn nữa.
Tuy mang màu sắc tôn giáo, nhưng khởi nghĩa Tôn Ân vẫn là cuộc khởi nghĩa nông dân phản kháng chính quyền phong kiến, hành động giết hại Vương Ngưng Chi, tín đồ Ngũ Đấu Mễ đạo là một minh chứng rõ ràng. Tuy ban đầu nghĩa quân có sự tham gia của không ít phần tử địa chủ bất mãn chính quyền, nhưng chủ yếu vẫn là nông dân cùng khổ và nô tì. Đây chính là cuộc khởi nghĩa nông dân có quy mô lớn mạnh nhất của Lục triều (Đông Ngô - Đông Tấn - Tống - Tề - Lương - Trần).
Đáng tiếc rằng nghĩa quân không kiến lập một căn cứ địa vững chãi làm hậu phương, mỗi lần quan quân tiến đánh lại lui về hải đảo, không thể củng cố chiến quả đã giành được, cuối cùng đã bị trấn áp.